# Labisia
Labisia es un género de arbustos pertenecientes a la antigua familia  Myrsinaceae, ahora subfamilia Myrsinoideae. Comprende 19 especies descritas y de estas, solo 2 aceptadas.

## Taxonomía
El género fue descrito por John Lindley y publicado en Edwards's Botanical Register 31: , ad t. 48. 1845. La especie tipo es: Labisia pothoina Lindl. 

## Especies aceptadas
A continuación se brinda un listado de las especies del género Labisia aceptadas hasta noviembre de 2013, ordenadas alfabéticamente. Para cada una se indica el nombre binomial seguido del autor, abreviado según las convenciones y usos.
- Labisia pumila (Blume) Mez
- Labisia punctata (Reinw.) Airy Shaw